# 維琴河 (電視劇)
《維琴河》（英語：Virgin River）是一部改編自羅賓·卡爾同名小說的美国浪漫劇情网络电视劇集，由Reel World Management製作並在加拿大英屬哥倫比亞省拍攝。第一季於2019年12月6日在Netflix首播。2021年9月續訂第四季和第五季。第四季於2022年7月20日播出。

## 概要
《維琴河》主要跟隨梅琳達·“梅兒”·夢露，她答應了一個招聘廣告，來到北加利福尼亞州的偏遠小鎮“維琴河”擔任助產士和执业护士，她認為這將是一個完美的起點重新開始，並把痛苦的記憶拋在腦後。但她很快發現小鎮生活並不像她想像的那麼平常……

## 演員與角色

### 主要角色
- 亞歷珊卓·布雷肯里奇 飾演 梅琳達·“梅兒”·夢露（英語：Melinda "Mel" Monroe）：最近從洛杉磯搬到維琴河的執業護士和助產士。
- 馬丁·亨德森 飾演 傑克·謝里登（英語：Jack Sheridan）：當地酒吧老闆和前美国海军陆战队隊員，患有PTSD。
- 科林·勞倫斯（英语：Colin Lawrence） 飾演 約翰·“牧師”·米德爾頓（英語：John "Preacher" Middleton）：傑克的海軍陸戰隊密友，在傑克酒吧擔任廚師。
- 珍妮·庫珀（英语：Jenny Cooper） 飾演 喬依·巴恩斯（英語：Joey Barnes）（第一季主要角色；第二季至今常設角色）：梅兒住在洛杉磯的姐姐。
- 勞倫·哈默斯利（英语：Lauren Hammersley） 飾演 莎曼·羅伯茨（英語：Charmaine Roberts）：傑克的性伴侶朋友（英语：Friends with benefits relationships）。
- 安妮特·奧圖爾（英语：Annette O'Toole） 飾演 荷普·麥克雷（英語：Hope McCrea）：維琴河市长。
- 蒂姆·马特森 飾演 弗農·“醫生”·穆林斯（英語：Vernon "Doc" Mullins）：當地醫生。
- 本·霍靈斯沃斯 飾演 丹·布雷迪（英語：Dan Brady）（第二季至今主要角色；[5]第一季常設角色）：與傑克一起在海軍陸戰隊服役的年輕退伍軍人，正在努力重新適應平民生活。
- 格雷森·格恩西（英語：Grayson Gurnsey） 飾演 瑞奇（英語：Ricky）（第二至四季主要角色；[6]第一季常設角色）：一個在傑克酒吧工作的年輕人，想在高中畢業後就加入海軍陸戰隊。
- 莎拉·杜格代爾（英語：Sarah Dugdale） 飾演 莉茲（英語：Lizzie）（第二季至今）：[6]來自洛杉磯且經常搗亂的康妮侄女。
- 齊比·艾倫（英語：Zibby Allen） 飾演 布里·謝里登（英語：Brie Sheridan）（第三季至今）：[7]傑克的妹妹。
- 馬可·格拉齊尼（英语：Marco Grazzini） 飾演 麥克·瓦倫蘇埃拉（英語：Mike Valenzuela）（第三季至今主要角色；第二季常設角色）：傑克的海軍陸戰隊朋友，他是一名警探。
- 馬克·加尼梅（英语：Mark Ghanimé） 飾演 卡麥隆·海耶克醫生（英語：Dr. Cameron Hayek）（第四季至今）：[8]“醫生”診所的新醫生。
- 凱·布拉德伯里（英語：Kai Bradbury） 飾演 丹尼·卡特勒（英語：Denny Cutler）（第四季至今主要角色；[8]第三季客串角色）：醫生的孫子。

### 常設角色
- 丹尼爾·吉爾斯 飾演 馬克·門羅（英語：Mark Monroe）（第一，三季常設角色；第二，四季客串角色）：梅兒的已故丈夫，出現在閃回片段中。
- 莱克莎·多伊格 飾演 佩姬·拉斯特（英語：Paige Lassiter）（第一，四季常設角色；第二季客串角色）：烘焙車“Paige's Bakeaway”的老闆。
- 蔡斯·佩特里（英語：Chase Petriw） 飾演 克里斯托弗·拉斯特（英語：Christopher Lassiter）：佩姬的兒子。
- 琳達·博伊德（英语：Lynda Boyd） 飾演 莉莉（英語：Lilly）（第一至三季常設角色；第四季客串角色）：康妮和荷普的朋友。
- 尼古拉·卡文迪許（英语：Nicola Cavendish） 飾演 康妮（英語：Connie）：荷普的朋友之一，經營著鎮上的雜貨店，也是維琴河針織圈的一員。
- 伊恩·特雷西（英语：Ian Tracey） 飾演 吉米（英語：Jimmy）（第一至二季常設角色；第三至四季客串角色）：卡爾文的得力助手。
- 大衛·丘比特（英语：David Cubitt） 飾演 卡爾文（英語：Calvin）（第一至二，四季常設角色；第三季客串角色）：在維琴河對岸經營非法大麻農場的男人。
- 特里爾·羅瑟裡（英语：Teryl Rothery） 飾演 穆麗兒（英語：Muriel）：女演員和荷普的競爭對手，維琴河針織圈的一員。
- 格溫妮絲·沃爾什（英语：Gwynyth Walsh） 飾演 喬·艾倫（英語：Jo Ellen）：維琴河針織圈的一員，在梅兒的小屋裝修時為她提供住宿。
- 史蒂夫·巴奇奇（英语：Steve Bacic） 飾演 韋斯（英語：Wes）和文斯（英語：Vince）（第二季常設角色；第三至四季客串角色）：韋斯是佩姬疏遠和虐待她的丈夫，文斯是他的同卵雙胞胎。
- 卡梅爾·阿米特（英語：Carmel Amit） 飾演 潔米（英語：Jamie）（第二季）：一個正在遊覽維琴河的女人。
- 查德·鲁克（英語：Chad Rook） 飾演 史賓賽（英語：Spencer）（第三季常設角色；第一季客串角色）
- 帕特里克·薩邦吉（英语：Patrick Sabongui） 飾演 托德·馬斯里（英語：Todd Masry）（第三季）
- 露西亞·沃爾特斯（英語：Lucia Walters） 飾演 朱莉婭（英語：Julia）（第三至四季）
- 斯泰西·法伯（英语：Stacey Farber） 飾演 塔拉·安德森（英語：Tara Anderson）（第三季至今）：莉莉的女兒。
- 芭芭拉·波拉德（英語：Barbara Pollard） 飾演 梅麗莎·蒙哥馬利（英語：Melissa Montgomery）（第四季）

## 集數
| 季數 | 集数 | 集数 | 上線日期       | 上線日期       |
| ---- | ---- | ---- | -------------- | -------------- |
| 1    | 10   | 10   | 2019年12月6日  | 2019年12月6日  |
| 2    | 10   | 10   | 2020年11月27日 | 2020年11月27日 |
| 3    | 10   | 10   | 2021年7月9日   | 2021年7月9日   |
| 4    | 12   | 12   | 2022年7月20日  | 2022年7月20日  |
| 5    | 12   | 10   | 2023年9月7日   | 2023年9月7日   |
| 5    | 12   | 2    | 2023年11月30日 | 2023年11月30日 |
| 6    | 10   | 10   | 2024年12月19日 | 2024年12月19日 |

### 第一季（2019年）
| 總集數 | 集數 （季） | 標題                                  | 導演                | 編劇                           | 上線日期      |
| ------ | ----------- | ------------------------------------- | ------------------- | ------------------------------ | ------------- |
| 1      | 1           | 繼續前行 Carry On                     | 珍·特納             | 蘇·坦尼（英語：Sue Tenney）              | 2019年12月6日 |
| 2      | 2           | 失 Lost                               | 簡·特納             | 黛布拉·福特漢姆                | 2019年12月6日 |
| 3      | 3           | ……與得 ...And Found                   | 安迪·米基塔         | 艾米·帕爾默·羅伯遜（英語：Amy Palmer Robertson）   | 2019年12月6日 |
| 4      | 4           | 受傷的心 A Wounded Heart              | 安迪·米基塔         | 蘇·坦尼                        | 2019年12月6日 |
| 5      | 5           | 砲火 Under Fire                       | 馬丁·伍德           | 黛布拉·福特漢姆                | 2019年12月6日 |
| 6      | 6           | 聯歡 Let's Mingle                     | 馬丁·伍德           | 艾米·帕爾默·羅伯遜             | 2019年12月6日 |
| 7      | 7           | 老實說 If Truth Be Told               | 蓋爾·哈維（英語：Gail Harvey） | 帕特里克·莫斯（英語：Patrick Moss）        | 2019年12月6日 |
| 8      | 8           | 迎向光明 Into the Light               | 蓋爾·哈維           | 黛布拉·福特漢姆                | 2019年12月6日 |
| 9      | 9           | 每個人都有秘密 Everybody Has a Secret | 蒂姆·马特森         | 蘇·坦尼、傑克遜·洛克（英語：Jackson Rock） | 2019年12月6日 |
| 10     | 10          | 繼續前行 Carry On                     | 蒂姆·馬特森         | 蘇·坦尼、艾米·帕爾默·羅伯遜    | 2019年12月6日 |

### 第二季（2020年）
| 總集數 | 集數 （季） | 標題                       | 導演                | 編劇                         | 上線日期       |
| ------ | ----------- | -------------------------- | ------------------- | ---------------------------- | -------------- |
| 11     | 1           | 新的開始 New Beginnings    | 安迪·米基塔         | 蘇·坦尼（英語：Sue Tenney）            | 2020年11月27日 |
| 12     | 2           | 猝不及防 Taken by Surprise | 安迪·米基塔         | 艾米·帕爾默·羅伯遜（英語：Amy Palmer Robertson） | 2020年11月27日 |
| 13     | 3           | 清晨來到 The Morning After | 蓋爾·哈維（英語：Gail Harvey） | 麗莎·瑪麗·彼得森（英語：Lisa Marie Petersen）   | 2020年11月27日 |
| 14     | 4           | 謠言四起 Rumor Has It      | 蓋爾·哈維           | 傑克遜·洛克（英語：Jackson Rock）        | 2020年11月27日 |
| 15     | 5           | 難以釋懷 Can't Let Go      | 馬丁·伍德           | 傑克遜·辛德（英語：Jackson Sinder）        | 2020年11月27日 |
| 16     | 6           | 走出往日 Out of the Past   | 馬丁·伍德           | 蘇·坦尼                      | 2020年11月27日 |
| 17     | 7           | 崩潰邊緣 Breaking Point    | 蒂姆·马特森         | 艾米·帕爾默·羅伯遜           | 2020年11月27日 |
| 18     | 8           | 盲點 Blindspots            | 蒂姆·馬特森         | 麗莎·瑪麗·彼得森             | 2020年11月27日 |
| 19     | 9           | 前方的危險 Hazards Ahead   | 馬丁·伍德           | 艾米·帕爾默·羅伯遜           | 2020年11月27日 |
| 20     | 10          | 迷倒 Blown Away            | 馬丁·伍德           | 蘇·坦尼                      | 2020年11月27日 |

### 第三季（2021年）
| 總集數 | 集數 （季） | 標題                                                          | 導演                    | 編劇                         | 上線日期     |
| ------ | ----------- | ------------------------------------------------------------- | ----------------------- | ---------------------------- | ------------ |
| 21     | 1           | 有煙的地方就有…… Where There's Smoke...                       | 馬丁·伍德               | 蘇·坦尼（英語：Sue Tenney）            | 2021年7月9日 |
| 22     | 2           | 黏黏的腳 Sticky Feet                                          | 馬丁·伍德               | 艾米·帕爾默·羅伯遜（英語：Amy Palmer Robertson） | 2021年7月9日 |
| 23     | 3           | 備用零件和傷透的心 Spare Parts and Broken Hearts              | 莫妮卡·米切爾（英語：Monika Mitchell） | 蘇·坦尼                      | 2021年7月9日 |
| 24     | 4           | 令我屏息 Take My Breath Away                                  | 莫妮卡·米切爾           | 艾米·帕爾默·羅伯遜           | 2021年7月9日 |
| 25     | 5           | 引燃 Kindling                                                 | 馬丁·伍德               | 麗莎·瑪麗·彼得森（英語：Lisa Marie Petersen）   | 2021年7月9日 |
| 26     | 6           | 混雙伐木 Jack and Jill                                        | 馬丁·伍德               | 傑克遜·辛德（英語：Jackson Sinder）        | 2021年7月9日 |
| 27     | 7           | 分裂 Split                                                    | 蓋爾·哈維（英語：Gail Harvey）     | 傑克遜·洛克（英語：Jackson Rock）        | 2021年7月9日 |
| 28     | 8           | 生與死 Life and Death                                         | 蓋爾·哈維               | 蘇·坦尼、艾米·帕爾默·羅伯遜  | 2021年7月9日 |
| 29     | 9           | 太陽依舊升起 The Sun Also Rises                               | 馬丁·伍德               | 艾米·帕爾默·羅伯遜           | 2021年7月9日 |
| 30     | 10          | 有婚禮、沒喪禮，還有一個寶寶 A Wedding, No Funeral and a Baby | 馬丁·伍德               | 蘇·坦尼                      | 2021年7月9日 |

### 第四季（2022年）
| 總集數 | 集數 （季） | 標題                           | 導演                    | 編劇                                     | 上線日期      |
| ------ | ----------- | ------------------------------ | ----------------------- | ---------------------------------------- | ------------- |
| 31     | 1           | 我的寶貝 Be My Baby            | 馬丁·伍德               | 蘇·坦尼（英語：Sue Tenney）                        | 2022年7月20日 |
| 32     | 2           | 父親最懂 Father Knows Best...? | 馬丁·伍德               | 艾米·帕爾默·羅伯遜（英語：Amy Palmer Robertson）             | 2022年7月20日 |
| 33     | 3           | 烤肉與拷問 Grilled             | 尼米莎·穆克吉           | 麗莎·瑪麗·彼得森（英語：Lisa Marie Petersen）               | 2022年7月20日 |
| 34     | 4           | 超認真 Serious As A...         | 尼米莎·穆克吉           | 特西亞·喬伊·沃克（英語：Tesia Joy Walker）               | 2022年7月20日 |
| 35     | 5           | 求救 Mayday                    | 馬丁·伍德               | 娜塔莎·M·霍爾（英語：Natasha M. Hall）                  | 2022年7月20日 |
| 36     | 6           | 美麗嘉年華 All's Faire...      | 馬丁·伍德               | 傑克遜·洛克（英語：Jackson Rock）                    | 2022年7月20日 |
| 37     | 7           | 訂婚與忙碌 Otherwise Engaged   | 西班·迪瓦恩（英語：Siobhan Devine）   | 傑克遜·辛德（英語：Jackson Sinder）                    | 2022年7月20日 |
| 38     | 8           | 與我談談 Talk to Me            | 西班·迪瓦恩             | 艾米·帕爾默·羅伯遜、麗莎·瑪麗·彼得森     | 2022年7月20日 |
| 39     | 9           | 震撼彈 Bombshells              | 莫妮卡·米切爾（英語：Monika Mitchell） | 艾米·帕爾默·羅伯遜                       | 2022年7月20日 |
| 40     | 10          | 火和雨 Fire and Rain           | 莫妮卡·米切爾           | 蘇·坦尼、特西亞·喬伊·沃克、娜塔莎·M·霍爾 | 2022年7月20日 |
| 41     | 11          | 再一次 Once Again              | 安迪·米基塔             | 蘇·坦尼、傑克遜·辛德、傑克遜·洛克        | 2022年7月20日 |
| 42     | 12          | 漫長的告別 The Long Goodbye    | 安迪·米基塔             | 蘇·坦尼、艾米·帕爾默·羅伯遜              | 2022年7月20日 |

## 製作

### 開發
2018年9月27日，Netflix宣佈已向劇集總共十集的第一季下訂單。劇集改編自羅賓·卡爾的同名小說系列《維琴河》（英語：Virgin River），執行製片人將包括蘇·坦尼（英語：Sue Tenney）、羅馬·羅斯（英語：Roma Roth）和克里斯托弗·E·佩里（英語：Christopher E. Perry）。坦尼還將擔任劇集的節目統籌，而Reel World Management則擔任製作公司。2019年12月20日，Netflix續訂第二季總共10集。2020年12月18日，Netflix續訂第三季總共10集。2021年9月20日，Netflix續訂第四季和第五季分別12集。

### 選角
2018年12月19日，據報導亞歷珊卓·布雷肯里奇、馬丁·亨德森、蒂姆·马特森和安妮特·奧圖爾已加入出演劇集主要角色。此外據進一步報導，珍妮·庫珀、大衛·丘比特、莱克莎·多伊格、丹尼爾·吉爾斯、勞倫·哈默斯利、本·霍靈斯沃斯、科林·勞倫斯、馬可·格拉齊尼和伊恩·特雷西以未公開角色身份加入了演員陣容。2020年5月29日，莎拉·杜格代爾（英語：Sarah Dugdale）以主要角色身份加入第二季，而格雷森·格恩西（英語：Grayson Gurnsey）則晉升為第二季的主要角色。2020年6月11日，本·霍靈斯沃斯晉升為第二季的主要角色。在第三季續約公告後，齊比·艾倫（英語：Zibby Allen）被選為劇集的新主要角色，而斯泰西·法伯則被選為常設角色。2021年10月25日，馬克·加尼梅和凱·布拉德伯里（英語：Kai Bradbury）加入演員陣容，成為第四季的新主要角色。

### 拍攝
劇集第一季的主要拍攝於2018年12月3日在加拿大卑詩省溫哥華開始，並於2019年3月26日結束。劇集還在卑詩省的Snug Cove、新西敏、史戈米殊、阿加斯和高貴林港拍攝。第二季的拍攝於2019年9月9日開始，並於2019年12月17日結束。第四季的拍攝於2021年12月7日結束。第五季的拍攝於2022年7月18日開始，計劃於11月10日結束。帕特里克·肖恩·史密斯接替蘇·坦尼擔任節目統籌。
報導稱維琴河的社區實際上是寶雲島的Snug Cove“拍攝包括當地的圖書館、主要街道和工匠巷”。卑詩省布蘭肯代爾的分水嶺燒烤店（英語：Watershed Grill）用作拍攝傑克的燒烤店；而一些涉及梅兒和傑克的場景則是在史戈米殊的河邊拍攝的。劇中的瀑布位於香農瀑布省立公園內。一些場景是在本拿比的弗雷澤海濱公園（英語：Fraser Foreshore Park）和高貴林港拍攝的，這兩個地方都靠近溫哥華。劇集中的小屋是北溫哥華默多弗雷澤公園（英語：Murdo Frazer Park）管理員的房屋；其他劇集作品也會在該地點拍攝。醫生穆林斯的診所是新西敏的一座維多利亞式住宅。

## 發行
第一季於2019年12月6日首播。第二季於2020年11月27日首播。第三季於2021年7月9日首播。第四季於2022年7月20日首播。

## 迴響
根据評論匯總网站爛番茄汇总的10篇评论文章，90%的评论家给予该作正面评价，使之獲得「認證新鮮」標識，平均打分为6.30分（满分10分）」第三季獲得63%的新鮮度，6.00/10分（8位影評人）。第四季獲得100%的新鮮度，7.00/10分（7位影評人）。

## 外部連結
- 在Netflix上觀看《維琴河》
- 互联网电影数据库（IMDb）上《維琴河》的资料（英文）
- 爛番茄上《維琴河》的資料（英文）